# Taisei Miyashiro
Pour les articles homonymes, voir Miyashiro (homonymie).
Taisei Miyashiro (宮代 大聖, , Miyashiro Taisei), né le 26 mai 2000 à Tokyo au Japon, est un footballeur japonais qui évolue au poste d'attaquant au Vissel Kobe.

## Biographie

### En club
Né à Tokyo au Japon, Taisei Miyashiro est formé par Kawasaki Frontale.
En 2019, Taisei Miyashiro est prêté une saison au Renofa Yamaguchi FC.
En 2020, il est de retour au Kawasaki Frontale, et réalise sa première apparition avec l'équipe première le 16 février 2020, lors d'une rencontre de Coupe de la Ligue japonaise contre le Shimizu S-Pulse. Il est titularisé au poste d'ailier droit, et son équipe s'impose par cinq buts à un. Il fait sa première apparition en J. League en entrant en jeu à la place de Leandro Damião face au FC Tokyo, le 8 juillet 2020 (victoire 0-4 de Kawasaki Frontale). Le 9 septembre 2020, Miyashiro inscrit son premier but pour le club en J. League face au Vissel Kobe. Entré en jeu à la place de Manabu Saitō, le jeune attaquant de 20 ans donne la victoire à son équipe en marquant dans les dernières minutes du match (3-2 score final),.
Il est sacré champion du Japon en 2020.
Le 8 janvier 2021 est annoncé le prêt de Taisei Miyashiro au Tokushima Vortis pour une durée d'un an, jusqu'en janvier 2022.

### En sélection
Avec les moins de 15 ans, il marque un doublé face à la Corée du Sud, en décembre 2015.
Avec les moins de 17 ans, il est l'auteur d'un doublé en amical face aux États-Unis, en août 2017. Quelques semaines plus tard, il participe à la Coupe du monde des moins de 17 ans. Lors du mondial junior organisé en Inde, il joue trois matchs. Il se met en évidence en inscrivant deux buts en phase de poule, contre le Honduras et la France. Le Japon s'incline en huitièmes de finale face à l'Angleterre, après une séance de tirs au but.
Par la suite, avec les moins de 19 ans, il participe au championnat d'Asie des moins de 19 ans en 2018. Lors de cette compétition organisée en Indonésie, il joue quatre matchs. Il se met de nouveau en évidence en inscrivant quatre buts : un but contre la Corée du Nord, un doublé contre la Thaïlande, et enfin un dernier contre le pays organisateur en quart de finale. Le Japon s'incline en demi-finale face à l'Arabie saoudite.
Taisei Miyashiro est ensuite sélectionné avec l'équipe du Japon des moins de 20 ans pour participer à la Coupe du monde des moins de 20 ans en 2019. Lors du mondial junior organisé en Pologne, il joue trois matchs et se fait remarquer le jour de ses 19 ans, le 26 mai, face au Mexique, où il réalise un doublé, participant à la victoire de son équipe (0-3). Le Japon s'incline en huitièmes de finale face à la Corée du Sud.

## Palmarès
Kawasaki Frontale
- Championnat du Japon (1) :
  - Champion : 2020.